# Emile Severeyns
Emile o Emiel Severeyns (Schoten, 19 de agosto de 1931-Amberes, 30 de noviembre de 1979) fue un ciclista belga, profesional desde 1953 hasta 1971. Combinó tanto el ciclismo en pista como en ruta. Consiguió 25 victorias en carreras de seis días y cuatro títulos europeos de Madison. La mayoría de estos triunfos los consiguió haciendo pareja con Rik Van Steenbergen.

## Palmarés
- 1955

1º en los Seis días de Gante (con Rik Van Steenbergen)
1º en los Seis días de Bruselas (con Rik Van Steenbergen)
- 1956

1º en los Seis días de Bruselas (con Rik Van Steenbergen)
1º en los Seis días de Dortmund (con Rik Van Steenbergen)
- 1º en el Premio de Heist-op-den-Berg
- 1957

1º en los Seis días de Berlín (con Rik Van Steenbergen)
- 1958

Campeón de Europa de Madison (con Rik Van Steenbergen)
1º en los Seis días de Bruselas (con Rik Van Steenbergen)
1º en los Seis días de Amberes (con Rik Van Steenbergen y Reginald Arnold)
1º en los Seis días de Frankfurt (con Rik Van Steenbergen)
1º en los Seis días de Copenhague (con Rik Van Steenbergen)
- 1959

Campeón de Europa de Madison (con Rik Van Steenbergen)
1º en los Seis días de Zúrich (con Rik Van Steenbergen)
- 1960

Campeón de Europa de Madison (con Rik Van Steenbergen)
1º en los Seis días de Bruselas (con Rik Van Steenbergen)
1º en los Seis días de Copenhague (con Rik Van Steenbergen)
1º en los Seis días de Aarhus (con Rik Van Steenbergen)
- 1961

Campeón de Europa de Madison (con Rik Van Steenbergen)
 Campeón de Bélgica en Madison (con Rik Van Steenbergen)
1º en los Seis días de Dortmund (con Rik Van Steenbergen)
1º en los Seis días de Zúrich (con Rik Van Steenbergen)
- 1962

 Campeón de Bélgica en Madison (con Rik Van Steenbergen)
1º en los Seis días de Colonia (con Rik Van Steenbergen)
1º en los Seis días de Milán (con Rik Van Steenbergen)
1º en Elfstedenronde
- 1964

1º en los Seis días de Montreal (con Palle Lykke)
1º en los Seis días de Quebec (con Lucien Gillen)
- 1965

1º en los Seis días de Quebec (con Rik Van Steenbergen)
1º en los Seis días de Toronto (con Rik Van Steenbergen)
- 1966

1º en los Seis días de Montreal (con Palle Lykke)
1º en los Seis días de Madrid (con Walter Godefroot)
- 1967

1º en los Seis días de Montreal (con Patrick Sercu)
- 1968

1º en los Seis días de Amberes (con Theofiel Verschueren y Sigi Renz)